# Vydry
Vydry (Lutrinae) jsou skupina šelem z čeledi lasicovitých. Přirozeným prostředím vyder jsou vodní toky a jejich okolí, neboť jsou dokonale přizpůsobeny k plavání a lovu ryb (mimo jiné i uspořádáním chrupu). Jejich populace je ohrožena částečně vinou výnosného obchodu s kožešinou. V Česku je ohrožena vydra říční (Lutra lutra).

## Druhy
- vydra říční (Lutra lutra)
- vydra japonská (Lutra nippon)
- vydra chluponosá (Lutra sumatrana)
- vydra skvrnitá (Lutra maculicollis) – někdy řazena do zvláštního rodu Hydrictis
- vydra severoamerická (Lontra canadensis)
- vydra pobřežní (Lontra felina)
- vydra jihoamerická (Lontra longicaudis)
- vydra jižní (Lontra provocax)
- vydra malá (Aonyx cinereus)
- vydra africká (Aonyx capensis)
- vydra konžská (Aonyx congicus)
- vydra mořská (Enhydra lutris)
- vydra hladkosrstá (Lutrogale perspicillata)
- vydra obrovská (Pteronura brasiliensis)

## Chov v zoo
V evropských zoo je chováno sedm druhů vyder. Nejčastějším chovancem je vydra malá (ve více než 200 zoo) následovaná vydrou říční (cca 130 zoo). Ostatních pět druhů patří mezi vzácně chované druhy. Jedná se vydru obrovskou, vydru severoamerickou (která je ale relativně hojná v severoamerických zoo), vydru hladkosrstou, vydru mořskou a vydrou skvrnitou. Ve většině zoo chovají pouze jeden druh vydry. V přibližně třech desítkách evropských zoo je chováno více druhů – nejčastěji dva, ve třech případech tři a v jednom případě čtyři druhy. Jedinou českou zoo s více druhy vyder (dvěma) je Zoo Praha – jako jediná v Evropě představuje zároveň vydru severoamerickou a vydru hladkosrstou.